# Мимар Кемаледин
Ахмед Кемаледин (1870, Истанбул, Османско царство  — 13. јула 1927, Анкара, Турска), опште познат као Мимар Кемаледин (архитекта Кемаледин) био је турски архитекта и једна од водећих личности Првог националног архитектонског покрета, заједно са Ведатом Теком.

## Младост
Ахмед Кемаледин је рођен 1870. године у османској породици средње класе у истанбулском насељу Аџибадем. Његов отац је био Миралај Али бег, поморски капетан, а мајка Садберк Ханим. Основно образовање је започео 1875. године у основној школи Ибрахим Ага. Наставио је средњошколско образовање 1881. године на Криту, тада делу Османског царства, због очевог посла. Вративши се убрзо након тога у Истанбул, завршио је средњу школу.
Године 1887, са 17 година, уписао се у Грађевинску школу (сада Технички универзитет у Истанбулу). Кемаледин је дипломирао као инжењер 1891. године. Затим је остао на својој школи и радио као асистент четири године. Током овог периода, стварао је своја дела у канцеларији коју је отворио испред универзитета.
Године 1895, уз подршку свог ученика, немачког архитекте Аугуста Јахмунда, пројектанта железничке станице Сиркечи у Истанбулу, и уз државну стипендију, отишао је у Немачку, где се школовао две године на Техничкој високој школи Шарлотенбург у Берлину. Након тога, радио је две и по године у разним архитектонским бироима стичући професионално искуство.
Године 1900, Ахмед Кемаледин се вратио кући и наставио рад на универзитету. Након одласка Аугуста Јахмунда, преузео је његово место предавача. Године 1908, одиграо је пионирску улогу у формирању прве струковне организације за инжењере и архитекте у Османском царству, „Друштва османских архитеката и инжењера“.
Док је још био студент на Hendese-i Mulkıye (Државној инжењерској школи), где је започео студије 1887. године, добио је Медаљу за индустрију. 
Кемаледин се показао као дизајнер отворен за учење и експериментисање, а такође је и слика самосталног архитекте.

## Рестауратор са принципима
18. маја 1909. године именован је за шефа архитектуре у Царском министарству за фондације. Могућност пројектовања и реализације нових грађевинских пројеката је неодољив изазов за архитекту, али вођење радова на одржавању и рестаурацији историјских зграда, основна и традиционална функција Министарства, била је и посебна прилика за учење. Кемаледин је усвојио интелигентан приступ заједничкој процени две области и омогућио свакој да подстиче другу. 
Био је пионир у овој области рестаурирајући велики број османских монументалних грађевина, примењујући по први пут научни приступ.
Обновио је Место окупљања Јени Џами Хункар са страственим ентузијазмом. Али његов главни пројекат је свакако био пројекат рестаурације Месџид-и Аксе и Харем-и Шерифа. Прва реновација Месџид-и Аксе (Ал Аксе) у Јерусалиму у 20. веку догодила се 1922. године, када је Врховни муслимански савет под Амином ел Хусејнијем (великим муфтијом Јерусалима) ангажовао архитекту Ахмета Кемалетина бега да рестаурира џамију Ал Акса и споменике у њеном окружењу. Савет је такође ангажовао британске архитекте, египатске инжењерске стручњаке и локалне званичнике да допринесу и надгледају поправке и доградње које је Кемалетин извршио 1924–1925. године.
Вештина коју је показао у рестаурацији Ал Аксе донела му је међународно признање и награду Краљевског института британских архитеката.

## Настава и организовање
По завршетку студија на Hendese-i Mülkiye (Државној инжењерској школи), постављен је за наставника технологије и архитектуре на истој школи и за асистента професора Јасмунда. По повратку из Немачке, где је отишао да стекне знање и искуство, поново је преузео своју дужност у Hendese-i Mülkiye. И од тог тренутка је наставио да предаје. Образовао је стотине студената у Академији ликовних уметности, Диригентској школи и Инжењерској академији.
То су биле године када је основана и развијана школа грађевинског инжењерства као део Војне инжењерске школе. У фази када се развијао наставни план и програм школе, Кемаледин бег је водио велики број различитих курсева. Било је то отворено поље, од технологије и архитектуре до цртања пером, тушем и сенкама, и од калиграфије до гвожђарске индустрије. 
Када је постављен у Царском министарству за фондације, водио је своје студенте у Технолошку скупштину за изградњу и репарацију како би задовољио очекивану потражњу за интензивном и брзом производњом. Ово стално особље, састављено од талентованих архитеката и инжењера које је изабрао, требало је да се претвори у школу, а њена канцеларија да постане, такорећи, производни центар дизајнерског концепта који је добио име национална архитектура.
Али то није било све. Кемаледин бег је био пионир у оснивању Османлијског друштва архитеката и инжењера и лично је написао позив за састанке Фондације путем новина Танин.
Његова последња улога била је чланство, а потом и председавање Саветом ликовних уметности који је основало Министарство просвете 1926. године.

## Размишљање и писање
Писање турске архитектуре и историје архитектуре је област која се касно отворила. С једне стране, ту је његов идентитет као архитекте и професионално искуство из пројектовања многих зграда, од којих је већину и изградио; с друге стране, ту је дужност која је обавезна за наставничку професију, а то је преношење информација и искуства унутар специфичне систематике. 

## 1870–1891.
Доступност информација и документације о првим годинама Кемалединовог живота је веома ограничена. Све што се зна јесте да је почео да учи у основној школи Ибрахим Ага близу своје куће 1875. године и да је француски и арапски језик научио у специјалној школи, у коју је његов отац био распоређен, отвореној за децу војних официра на Криту 1881. године.
Када се вратио у Истанбул, наставио је школовање у школи Numune-i Terakki, која је пружала узорно образовање. Завршио је ову школу, где су часове држали најпознатији учитељи тог доба, попут математичара Мехмеда Надира и астронома Хусеина Ефендија. Године 1887. примљен је у другу класу Hendese-i Mülkiye. Одликован је Медаљом за индустрију још док је био студент, а дипломирао је 1891. године.

## 1891–1909.
Грађевинско инжењерство и архитектура се предају заједно у историјској школи Мухендишане (Hendese-i Mülkiye) у Халиџоглуу, коју Кемаледин почиње да похађа у другом разреду. Кемаледин показује више интересовања за часове архитектуре код професора Јасмунда него за часове инжењерства. Ипак, његово образовање инжењера се осећа у свим његовим пројектима.

## 1909–1919.
Дана 18. маја 1909. године, именован је за шефа архитектуре у Царском министарству за фондације (или, Генералној дирекцији за фондације, како је сада познато). Године овог мандата, 1909–1919, биле су најпродуктивнија ера за Кемаледин бега са становишта архитектонског дизајна и примене.
Поред обављања радова на одржавању и поправци историјских објеката, што је традиционална улога министарства, он је такође пројектовао и градио нове грађевинске пројекте.
Рестаураторски радови који су омогућили директно и конкретно упознавање и испитивање османске архитектуре били су његово поље референце за пројектовање нових зграда. Његови рестаураторски радови су најмање познати и најмање документовани. О рестаурацији царског Места окупљања Јени Џами Хункар можемо сазнати из писаних докумената, а о рестаурацији Фатихове џамије и куће за одмор и џамије Нуруосманије из цртежа у архиви Генералне дирекције за фондације.

## Каријера
Након проглашења Друге уставне монархије 1908. године, Ахмет Кемаледин бег је именован за директора Одељења за грађевинарство и рестаурацију при Министарству за фондације.
Пројектовао је четири железничке станице за Оријенталну железничку компанију. Због успешног рада на изградњи Централне железничке станице у Пловдиву, добио је задатак да пројектује железничке станице у Солуну и Једрену. 
Године 1908, изградио је женску средњу школу у Једрену, која је почела са радом 1910. године. Велики муфтија Јерусалима га је позвао да изврши радове на рестаурацији џамије Ал Акса. Прихватио је позив и отишао у Јерусалим, који је након Првог светског рата прешао под британски мандат од Османског царства. За свој успешан рестаураторски рад, Мимар Кемаледин бег је добио почасно чланство од стране Краљевског института британских архитеката. Након повратка кући, усмерио је свој рад на зграде у Анкари, новој престоници Републике.
Као један од пионира Првог турског националног архитектонског покрета, Мимар Кемаледин бег је био инспирисан османском класичном архитектуром и покушао је да створи нови стил комбинујући различите карактеристике немачке и османске архитектуре. Он је приказао карактеристике османских и исламских структура тако да одражавају турски национални идентитет. На фасади својих зграда је у први план ставио лукове, облоге и плочице, нагласио симетрију и истакао конвенционални стил кулама и венцима.

## Смрт
Ахмет Кемаледин је преминуо 13. јула 1927. године у Анкари, на градилишту Анкара Паласа, од последица можданог крварења, у 57. години живота. Иза њега су остали супруга Сабиха и син Илхан Мимароглу, који је постао познати композитор. Његово тело је пренето у Истанбул и сахрањено на гробљу Караџахмет. Неколико година касније, без знања његове породице, његов гроб је премештен на гробље џамије Бајазит II, због изградње пута између Кадикеја и Ускудара, који је пролазио кроз гробље. Поново је сахрањен на новој локацији без надгробног споменика, а његов гроб је откривен 1990-их. Његово гробно место је обновљено 2007. године.

## Значајна дела
Између осталог, пројектовао је апартмане Тајаре, изграђене између 1919. и 1922. године у Истанбулу, који су 1985. године преуређени у луксузне хотелске просторије. Његово друго дело, Четврти Вакиф Хан, у Истанбулу претворено је у хотел са пет звездица „World Park“.
Његова значајна дела укључују: 
- Средња школа Ејуп Анадолу, Истанбул
- Средња учитељска школа Чапа Анадолу, Истанбул
- Основна школа Шемси Паша
- Девојачка средња школа Чамлиџа
- Џамија Бостанџи, Истанбул
- Џамија Јешиљкеј, Истанбул
- Школа Решадије (данашња средња школа Ејуп ), Истанбул
- Гробница султана Решада
- Гробница Гази Осман-паше
- Гробница Махмуда Шевкет-паше

Гробница направљена за Махмута Шевкет-пашу, једног од последњих османских великих везира, његовог помоћника Ибрахима Халила бега и његовог лакеја Казима Ефендију налази се на ратном гробљу Хуријет-и Ебедије у знак сећања на оне који су изгубили животе у догађајима од 31. марта 1909. године. 
- Гробница Али Ризе паше
- Гробница Хусну-паше
- Рестаурација џамије Фетије [8] и Синан-пашине медресе
- Хаидар Чавуш џамија, Бандирма
- Гробница Ахмед Цевад-паше, Истанбул (1901)
- Главна железничка станица у Пловдиву (1908)
- Џамија Камер Хатун, Бејоглу, Истанбул (1911)
- Бебек џамија, Истанбул (1913)
- Библиотека Факултета књижевности Универзитета у Истанбулу (1913)
- Рестаурација железничке станице у Једрену (1914)
- Истанбулски 1. Вакиф Хан (1918)
- Апартмани Таиаре, Истанбул (1922)
- Рестаурација џамије Ал-Акса, Јерусалим (1925)[3]
- Истанбулски 4. Вакиф Хан (1926)
- 2. Вакиф Хан у Анкари (умро је током изградње (1927)

### Завршетак Анкара Паласа
Завршетак Анкара Паласа, пројекта који је започео Ведат Тек, био је први дизајнерски пројекат Кемаледина бега по доласку у Анкару. Хотел је пројектовао 1924. године архитекта Ведат бег, али када је он напустио пројекат, хотел је изграђен према новом пројекту Кемаледин бега и отворен је  у јесен 1927. године.
Хотел је био место одржавања важних политичких и друштвених састанака, посебно током раних година Републике, и место за дочек свих важних гостију државе.

### Главна зграда Турских државних железница
Главна зграда Турских државних железница у Анкари био је последњи пројекат Кемаледин бега. Темељи зграде су направљени месец дана након смрти архитекте, а изградња је завршена 1928. године. Ове вишеспратне резиденције, које су заправо биле пројектоване за запослене, администрација је користила привремено, а затим трајно.

### Гази институт образовања у Анкари
Зграда Гази института за образовање је једно од последњих дела Кемаледин бега. Њен пројекат је завршен 1927. године, а изградња 1930. године; исте године када је школа започела свој образовни програм.

## Почасти
- Улица дуж железничког терминала Сиркечи и прелаза Хамидије Цад, у којој се налази његово ремек-дело, Истанбулски 4. Вакиф Хан, названа је у његову част.
- Године 2009, нова серија новчаница турских лира пуштена је у оптицај. На полеђини новчанице од 20 лира приказан је Мимар Кемаледин, заједно са једним од његових главних дела, зградом ректората Универзитета Гази у Анкари.

## Галерија
- Детаљ фасаде апартмана Тајаре
- Унутрашње степениште и балкони апартмана Тајаре
- Портрет архитекте и главна зграда Универзитета Гази на новчаници од 20 турских лира
- Статуа Мимара Кемаледина у Измиру
- Фасаде зграде на западу, југу и истоку су прекривене тесаним каменом и мермером, Истанбулски 4. Вакиф Хан